# Bartosz Chajdecki
Bartosz Chajdecki (ur. 28 września 1980 w Krakowie) – polski kompozytor muzyki filmowej i serialowej.

## Życiorys
Interesował się muzyką od dzieciństwa. Pierwsze kompozycje napisał w wieku 12 lat, zainspirowany twórczością Zbigniewa Preisnera. Ukończył z wyróżnieniem Akademię Muzyczną w Krakowie, prezentując pracę magisterską o autonomiczności muzyki filmowej.
W wieku 16 lat współpracował z krakowskim Teatrem Akne. Jest twórcą kompozycji między innymi do spektaklu A Little Requiem for Kantor wystawianego ponad sto razy w Anglii, Niemczech, Francji, a także Brazylii. Za tę muzykę kompozytor został wyróżniony nagrodą Fringe First na Międzynarodowym Festiwalu Teatralnym w Edynburgu.
Pod koniec lat 90. rozpoczął współpracę jako kompozytor oraz konsultant muzyczny z Yale School of Drama i New York School of Visual Arts. Był także muzykiem Teatru Samuela Beckett'a w Londynie. Tworzył muzykę między innymi do sztuk teatralnych Piotra Kruszczyńskiego, Kariny Piwowarskiej i Marty Ogrodzińskiej.
W 2008 roku wygrał konkurs na kompozytora do wojennej produkcji TVP Czas honoru. Ścieżka dźwiękowa jego autorstwa została bardzo dobrze przyjęta, a w 2010 Polskie Radio wydało album z muzyką z serialu, za który kompozytor otrzymał nominację do nagrody IFMCA (Międzynarodowe Stowarzyszenie Krytyków Muzyki Filmowej) . 
Laureat Transatlantyk Oceans Award przyznanej przez kompozytora Jana A.P. Kaczmarka, nagrody specjalnej "Bo wARTo!" w ramach MocArtów RMF Classic oraz nagrody Polska Ścieżka Dźwiękowa Roku za muzykę do serialu „Kruk. Szepty słychać po zmroku". Zdobywca Grand Prix Komeda za muzykę do filmu "Mistrz" oraz nominowany do nagrody World Soundtrack Public Choice Award za ten film. W 2024 roku nominowany do nagrody Polska Ścieżka Dźwiękowa Roku, Grand Prix Komeda oraz WSA Public Choice Award za muzykę do filmu "Różyczka 2". 
W 2025 nagrodzony w kategorii Muzyka Filmowa Roku - MocArtem RMF Classic  za ścieżkę dźwiękową do filmu "Simona Kossak" oraz nominowany do Polskich Nagród Filmowych ORŁY , Grand Prix Komeda  i nagrody Polska Ścieżka Dźwiękowa Roku za ten film.

## Filmografia
- 2008: Czas honoru
- 2011: Chichot losu
- 2012: Misja Afganistan
- 2013: Wkręceni
- 2013: Chce się żyć
- 2013: Baczyński
- 2013: Ambassada
- 2014: Powstanie warszawskie
- 2014: Bogowie
- 2015: Moje córki krowy
- 2016: Jestem mordercą
- 2016: Prosta historia o morderstwie
- 2017: Najlepszy
- 2017: Katyń - Ostatni świadek
- 2017: Zwierzęta
- 2017: Bikini Blue
- 2017: Belle Epoque
- 2018: Dragoste 2. America
- 2018: Młody Piłsudski
- 2018: Chyłka. Zaginięcie
- 2018: Kruk. Szepty słychać po zmroku
- 2019: Chyłka. Kasacja
- 2019: Żmijowisko
- 2020: Mistrz[20]
- 2020: Chyłka. Rewizja
- 2021: Chyłka. Inwigilacja
- 2021: Chyłka. Oskarżenie
- 2021: Kruk. Czorny woron nie śpi[21]
- 2022: Prorok[22]
- 2022: Behawiorysta
- 2022: Wotum nieufności[23]
- 2022: Kruk. Jak tu ciemno[24]
- 2023: Święto ognia[25]
- 2023: Różyczka 2[26]
- 2023: Furia, sezon 2
- 2024: Supersiostry
- 2024: Kolory zła: Czerwień
- 2024: Gra z Cieniem[27]
- 2024: Idź przodem, bracie[28]
- 2024: Simona Kossak[29]
- 2025: Langer[30]
- 2026: Pojedynek[31]

## Odznaczenia
- Odznaczenie Dumni z Powstańców – 2025[32][33]